# Reinhard Rauschenberg
Reinhard Rauschenberg (* 25. Oktober 1879 in Günsterode; † 24. Februar 1953 ebenda) war ein deutscher Gewerkschafter und sozialdemokratischer Politiker.

## Leben
Reinhard Rauschenberg arbeitete bis 1919 hauptberuflich als Bergmann. Von 1903 bis 1933 war er Vorsitzender der SPD in Wattenscheid. Ab 1909 war er außerdem Mitglied im Vorstand der Filiale des freigewerkschaftlichen Verbandes der Bergarbeiter Deutschlands („Alter Verband“). Ein Jahr später wurde er auch Knappschaftsältester.
Während der Novemberrevolution war Rauschenberg der Vorsitzende des Arbeiter- und Soldatenrates in Wattenscheid. Hauptberuflich war er von 1919 bis etwa 1924 Sekretär des Bergarbeiterverbandes in Wattenscheid. Daneben bekleidete er weitere ehrenamtliche Positionen. Er war unter anderem Vorsitzender des Verwaltungsorgans der Treuhandstelle Essen für Bergarbeiterwohnungen, Vorsitzender der Bergmannssiedlung Bochum und Gelsenkirchen sowie Ausschussmitglied des Ruhrsiedlungsverbands. Von 1924 bis 1933 war Rauschenberg Direktor des städtischen Wohlfahrtsamtes in Wattenscheid.
Rauschenberg war von 1919 bis 1921 Mitglied der verfassungsgebenden preußischen Landesversammlung. Außerdem war er von 1919 bis 1924 Mitglied der Stadtverordnetenversammlung in Wattenscheid und im Kreistag des Kreises Bochum. Von 1919 bis 1933 war Rauschenberg zudem Mitglied im Provinziallandtag Westfalen und amtierte dort von 1919 bis 1932 als stellvertretender Vorsitzender. Von 1927 bis 1932 war er stellvertretendes Mitglied des preußischen Staatsrates. Während der Zeit des Nationalsozialismus war er zeitweise in Haft. Im Rahmen der Aktion Gitter wurde er 1944 im KZ Sachsenhausen inhaftiert.
Nach 1945 lebte er als Rentner in Günsterode und war dort bis 1953 Vorsitzender der SPD.